# Canton de Montmarault
Le canton de Montmarault est une ancienne division administrative française située dans le département de l'Allier et la région Auvergne. Il a été supprimé à l'occasion du redécoupage cantonal de 2014.

## Géographie
Ce canton était organisé autour de Montmarault dans l'arrondissement de Montluçon. Son altitude variait de 227 m (Villefranche-d'Allier) à 586 m (Beaune-d'Allier) pour une altitude moyenne de 385 m.

## Histoire
Au milieu du XIXe siècle, le canton,regroupand dix-huit communes (son chef-lieu, Montmarault, ainsi que Beaune-d'Allier, Blomard, Chappes, Chavenon, Colombier, Doyet, Hyds, Louroux-de-Beaune, Malicorne, Montvicq, Murat, Saint-Bonnet-de-Four, Saint-Marcel-en-Murat, Saint-Priest-en-Murat, Sazeret et Villefranche-d'Allier) s'étendait sur 341,31 km2 et sa population était de 15 209 habitants.
Le redécoupage des cantons du département de l'Allier supprime ce canton dès 2015 : ses communes sont rattachées au nouveau canton de Commentry,.

## Représentation

### Conseillers généraux de 1833 à 2015
| Période | Période          | Identité                                                | Étiquette                                            | Qualité |
| ------- | ---------------- | ------------------------------------------------------- | ---------------------------------------------------- | --- |
| 1833    | 1852 (démission) | Charles Gilbert Tourret                                 | Opposition constitutionnelle puis Républicain modéré | Ingénieur des Ponts et Chaussées Propriétaire et agriculteur à Montmarault Président du Conseil Général (1849-1852) Député (1837-1842 et 1848-1849) Ministre de l'Agriculture (1848) |
| 1852    | 1859             | Gilbert Palamède de Montaignac de Chauvance (1812-1904) |                                                      | Juge de paix Propriétaire à Montmarault Maire de Chamblet puis adjoint au maire de Montluçon                                                                                         |
| 1859    | 1866 (démission) | Gustave Boucaumont                                      | Majorité dynastique                                  | Ingénieur en chef des Ponts et chaussées Maire de Nevers (Nièvre) Député de la Nièvre (1863-1870) Elu en 1866 dans le Canton de Nevers                                               |
| 1866    | 1871             | Eugène Thévenin                                         |                                                      | Docteur en médecine - Maire de Vernusse |
| 1871    | 1877 (décès)     | Vicomte Amable de Courtais                              | Républicain                                          | Général, chef d'escadron des hussards de la Garde royale Ancien représentant du peuple Maire de Doyet, président du Conseil général                                                  |
| 1877    | 1895             | Jean-Baptiste Viple                                     | Républicain                                          | Docteur en médecine, maire de Montmarault |
| 1895    | 1901             | Marcel Vacher                                           | Républicain modéré                                   | Agriculteur et avocat - Maire de Montmarault Député (1895-1898) |
| 1901    | 1907 (décès)     | Félix Bouchaud                                          | Socialiste                                           | Cordonnier et cultivateur - Maire de Bézenet (1894-1907) |
| 1907    | 1919             | Alphonse Gomot (1863-1933)                              | SFIO                                                 | Délégué mineur - Maire de Bézenet, puis de Châtillon |
| 1919    | 1925             | Alphonse Perrin (1865-1947)                             | SFIO puis DVG                                        | Épicier à Montmarault, conseiller d'arrondissement |
| 1925    | 1935 (décès)     | Gilbert Charlet (1874-1935)                             | SFIO                                                 | Ouvrier mineur puis épicier Maire de Doyet, conseiller d'arrondissement |
| 1935    | 1937 (décès)     | Gilbert Picandet (1879-1937)                            | SFIO                                                 | Artisan maréchal-ferrant Maire de Bézenet |
| 1937    | 1940             | Georges Bideau (1895-1964)                              | SFIO                                                 | Mécanicien-garagiste Maire de Bézenet (1937-1944, destitué) |
|         |                  |                                                         |                                                      | |
| 1945    | 1970             | Armand Deschery (1901-1980)                             | SFIO                                                 | Chef mineur à Commentry retraité Maire de Doyet |
| 1970    | 1977 (décès)     | Fernand Bizebard (1905-1977)                            | CDP                                                  | Notaire honoraire Maire de Montmarault (1965-1977), suppléant du sénateur Jean Cluzel                                                                                                |
| 1977    | 1991 (décès)     | René Tabutin (1928-1991)                                | PCF                                                  | Agriculteur Maire de Saint-Marcel-en-Murat |
| 1991    | 2015             | Bruno Rojouan                                           | URB-DVD                                              | Directeur d'école Maire de Villefranche-d'Allier (1992-2020) |

### Conseillers d'arrondissement (de 1833 à 1940)
Le canton de Montmarault avait deux conseillers d'arrondissement (jusqu'en 1926).
| Période                                  | Période | Identité                        | Étiquette                  | Qualité |
| ---------------------------------------- | ------- | ------------------------------- | -------------------------- | --- |
| 1833                                     | 1848    | M. de Courtois                  |                            | Maire de Doyet                                                                                              |
| 1833                                     | 1848    | M. Michelon-Duchollet           |                            | Propriétaire à Montmarault                                                                                  |
|                                          |         |                                 |                            | |
| 1880                                     | 1892    | Henri Bathiat                   | Républicain                | Propriétaire à Doyet                                                                                        |
| 1892                                     | 1904    | Antoine Lafanéchère (1854-1919) | Socialiste                 | Délégué mineur, maire de Montvicq                                                                           |
| 1904                                     | 1910    | Jean Buvat (1874-1916)          | Socialiste révolutionnaire | Délégué mineur, Doyet                                                                                       |
| 1910                                     | 1919    | Alphonse Perrin                 | SFIO                       | Épicier à Montmarault                                                                                       |
| 1919                                     | 1925    | Gilbert Charlet                 | SFIO                       | Ouvrier mineur puis épicier, maire de Doyet                                                                 |
| 20 septembre 1925                        | 1940    | Alexandre Régerat (1880-1961)   | SFIO                       | Conseiller municipal de Villefranche-d'Allier                                                               |
| 1940                                     |         |                                 |                            | Les conseils d'arrondissement ont été suspendus par la loi du 12 octobre 1940 et n'ont jamais été réactivés |
| Les données manquantes sont à compléter. |         |                                 |                            | |

Sources : Archives départementales de l'Allier, rubrique "Presse" - https://archives.allier.fr/archives-en-ligne/presse?arko_default_63e27309704a6--ficheFocus=

## Composition
Le canton de Montmarault regroupait dix-huit communes et comptait 7 991 habitants en 2012 (population municipale).
| Nom                     | Code Insee | Intercommunalité                          | Population (dernière pop. légale) |
| ----------------------- | ---------- | ----------------------------------------- | --------------------------------- |
| Montmarault (chef-lieu) | 03186      | CC Commentry Montmarault Néris Communauté | 1 508 (2014)                      |
| Beaune-d'Allier         | 03020      | CC Commentry Montmarault Néris Communauté | 294 (2014)                        |
| Bézenet                 | 03027      | CC Commentry Montmarault Néris Communauté | 1 015 (2014)                      |
| Blomard                 | 03032      | CC Commentry Montmarault Néris Communauté | 217 (2014)                        |
| Chappes                 | 03058      | CC Commentry Montmarault Néris Communauté | 211 (2014)                        |
| Chavenon                | 03070      | CC Commentry Montmarault Néris Communauté | 129 (2014)                        |
| Doyet                   | 03104      | CC Commentry Montmarault Néris Communauté | 1 216 (2014)                      |
| Louroux-de-Beaune       | 03151      | CC Commentry Montmarault Néris Communauté | 181 (2014)                        |
| Montvicq                | 03189      | CC Commentry Montmarault Néris Communauté | 721 (2014)                        |
| Murat                   | 03191      | CC Commentry Montmarault Néris Communauté | 293 (2014)                        |
| Saint-Bonnet-de-Four    | 03219      | CC Commentry Montmarault Néris Communauté | 206 (2014)                        |
| Saint-Marcel-en-Murat   | 03243      | CC Commentry Montmarault Néris Communauté | 135 (2014)                        |
| Saint-Priest-en-Murat   | 03256      | CC Commentry Montmarault Néris Communauté | 215 (2014)                        |
| Sazeret                 | 03270      | CC Commentry Montmarault Néris Communauté | 160 (2014)                        |
| Vernusse                | 03308      | CC Commentry Montmarault Néris Communauté | 161 (2014)                        |
| Villefranche-d'Allier   | 03315      | CC Commentry Montmarault Néris Communauté | 1 349 (2014)                      |

## Démographie
| 1962   | 1968  | 1975  | 1982  | 1990  | 1999  | 2006  | 2011  | 2012  |
| ------ | ----- | ----- | ----- | ----- | ----- | ----- | ----- | ----- |
| 10 001 | 9 477 | 8 622 | 8 050 | 8 088 | 8 074 | 8 039 | 7 978 | 7 991 |